# Stazione meteorologica di Sestola
La stazione meteorologica di Sestola è la stazione meteorologica di riferimento relativa alla località di Sestola.

## Storia
La stazione meteorologica venne attivata nel 1871 grazie all'istituzione dell'osservatorio meteorologico, la cui originaria ubicazione era a 1.086 metri s.l.m. presso il complesso architettonico del castello di Sestola. In seguito, i dati registrati vennero forniti all'Ufficio Centrale di Meteorologia per la loro pubblicazione nei corrispondenti annali.
Nel corso del Novecento la stazione meteorologica ha fornito i dati termopluviometrici al Ministero dei lavori pubblici, che ha provveduto alla loro pubblicazione fino al 1989 negli annali idrologici del Compartimento di Parma. Nel frattempo, a partire dal 1935 era cambiata l'ubicazione della stazione meteorologica che venne spostata ad un'altezza di 1.020 metri s.l.m., che risulta la stessa del posizionamento attuale.
Dal 1990 la stazione meteorologica è passata sotto la gestione del Servizio Idrometeorologico dell'ARPA Emilia-Romagna, che nel nuovo millennio ha provveduto alla sostituzione della stazione meccanica con una stazione meteorologica automatica.

## Caratteristiche
La stazione meteorologica si trova nell'Italia nord-orientale, in Emilia-Romagna, in provincia di Modena, nel comune di Sestola, a 1.020 metri s.l.m. e alle coordinate geografiche 44°13′55.62″N 10°46′07.41″E.

## Dati climatologici
In base alla media trentennale di riferimento 1961-1990, la temperatura media del mese più freddo, gennaio, si attesta a +1,3 °C; quella del mese più caldo, luglio, è di +18,6 °C; la temperatura media annua fa registrare il valore di +9,4 °C. Mediamente, si contano 86,7 giorni di gelo e 18,6 giorni di ghiaccio all'anno.
Le precipitazioni medie annue fanno registrare il valore di 1.347,4 mm, con minimo relativo in estate, picco in autunno e massimo secondario in primavera.
| Sestola (1961-1990)              | Mesi | Mesi | Mesi  | Mesi  | Mesi  | Mesi  | Mesi | Mesi | Mesi  | Mesi  | Mesi  | Mesi  | Stagioni | Stagioni | Stagioni | Stagioni | Anno    |
| Sestola (1961-1990)              | Gen  | Feb  | Mar   | Apr   | Mag   | Giu   | Lug  | Ago  | Set   | Ott   | Nov   | Dic   | Inv      | Pri      | Est      | Aut      | Anno    |
| -------------------------------- | ---- | ---- | ----- | ----- | ----- | ----- | ---- | ---- | ----- | ----- | ----- | ----- | -------- | -------- | -------- | -------- | ------- |
| T. max. media (°C)               | 4,3  | 5,2  | 7,7   | 11,0  | 15,8  | 20,1  | 22,8 | 22,5 | 18,6  | 13,8  | 8,2   | 5,0   | 4,8      | 11,5     | 21,8     | 13,5     | 12,9    |
| T. media (°C)                    | 1,3  | 1,9  | 4,2   | 7,5   | 11,9  | 15,9  | 18,6 | 18,4 | 14,8  | 10,5  | 5,3   | 2,2   | 1,8      | 7,9      | 17,6     | 10,2     | 9,4     |
| T. min. media (°C)               | −1,7 | −1,4 | 0,6   | 3,9   | 8,0   | 11,7  | 14,3 | 14,2 | 11,1  | 7,2   | 2,5   | −0,5  | −1,2     | 4,2      | 13,4     | 6,9      | 5,8     |
| Giorni di gelo (Tmin ≤ 0 °C)     | 21,6 | 17,9 | 14,1  | 4,8   | 0,2   | 0,0   | 0,0  | 0,0  | 0,0   | 1,0   | 9,2   | 17,9  | 57,4     | 19,1     | 0,0      | 10,2     | 86,7    |
| Giorni di ghiaccio (Tmax ≤ 0 °C) | 5,7  | 4,5  | 1,7   | 0,1   | 0,0   | 0,0   | 0,0  | 0,0  | 0,0   | 0,1   | 1,4   | 5,1   | 15,3     | 1,8      | 0,0      | 1,5      | 18,6    |
| Precipitazioni (mm)              | 98,8 | 90,5 | 112,2 | 128,8 | 113,7 | 104,4 | 69,4 | 91,1 | 110,7 | 139,3 | 168,7 | 119,8 | 309,1    | 354,7    | 264,9    | 418,7    | 1 347,4 |

## Temperature estreme mensili dal 1924 ad oggi
Nella tabella vengono riportate le temperature massime e minime assolute mensili, stagionali ed annuali dal 1924 ad oggi, registrate dalla stazione meteorologica tradizionale collocata nella finestra meteorica dell'osservatorio, con il relativo anno in cui si queste si sono registrate.
La temperatura massima assoluta del periodo esaminato di +36,0 °C risale al luglio 1950, mentre la temperatura minima assoluta di -16,0 °C è del febbraio 1940.
| Sestola (1924-2023)   | Mesi         | Mesi         | Mesi         | Mesi        | Mesi        | Mesi        | Mesi        | Mesi        | Mesi        | Mesi        | Mesi        | Mesi         | Stagioni | Stagioni | Stagioni | Stagioni | Anno  |
| Sestola (1924-2023)   | Gen          | Feb          | Mar          | Apr         | Mag         | Giu         | Lug         | Ago         | Set         | Ott         | Nov         | Dic          | Inv      | Pri      | Est      | Aut      | Anno  |
| --------------------- | ------------ | ------------ | ------------ | ----------- | ----------- | ----------- | ----------- | ----------- | ----------- | ----------- | ----------- | ------------ | -------- | -------- | -------- | -------- | ----- |
| T. max. assoluta (°C) | 20,9 (2015)  | 21,1 (2020)  | 23,9 (2001)  | 25,4 (2011) | 30,9 (2009) | 34,0 (1935) | 36,0 (1950) | 35,0 (2017) | 30,9 (2006) | 27,0 (2011) | 21,1 (2015) | 20,4 (2021)  | 21,1     | 30,9     | 36,0     | 30,9     | 36,0  |
| T. min. assoluta (°C) | −15,5 (1963) | −16,0 (1940) | −13,5 (1971) | −7,0 (1929) | −2,5 (1957) | 3,0 (1969)  | 4,5 (1970)  | 4,0 (1987)  | 0,0 (1936)  | −5,0 (1970) | −8,0 (1965) | −15,0 (1939) | −16,0    | −13,5    | 3,0      | −8,0     | −16,0 |